# Felicia Sternfeld
Felicia Sternfeld (* 1. Juli 1970 in Aachen) ist eine deutsche Kunsthistorikerin und Geschäftsführende Direktorin des Europäischen Hansemuseums in Lübeck und seit 1. Januar 2023 Präsidentin von ICOM Deutschland.

## Leben
Felicia Sternfeld wurde in Aachen geboren und wuchs in der Südpfalz auf. Sie studierte Kunstgeschichte, Geschichte und Politik an den Universitäten Münster, Bochum, Regensburg und Paris. 2004 wurde sie bei Hans Ost (Köln) mit einer Monografie zu Georg Scholz promoviert.
Nach Tätigkeiten im Kunsthandel (u. a. Galerie Peerlings, Krefeld, Christie’s, Berlin, Auktionshaus Im Kinsky, Wien, Art Karlsruhe) und der Leitung der Karlsruher Museumsnacht übernahm sie 2014 das Theaterfigurenmuseum Lübeck und 2015 als Nachfolgerin von Lisa Kosok das Europäische Hansemuseum in Lübeck. Seit Januar 2020 war sie Vorstandsmitglied von ICOM Deutschland.
Felicia Sternfeld ist verheiratet und hat zwei  Kinder.

## Publikationen
- Georg Scholz. Lang. Frankfurt am Main 2004.
- Silberglanz & Silbergier. Edition Exspecto. Lübeck 2016.
- mit Michael Engelbrecht: Linas Reise – ein Ausflug in die Hansezeit. Edition Exspecto. Lübeck 2016.
- Geld, Macht, Glaube. Edition Exspecto. Lübeck 2017.
- Magazin zur Sonderausstellung Guter Stoff. Edition exspecto im Europäischen Hansemuseum. Lübeck 2022.